# مقاطعة سان خوان (واشنطن)
مقاطعة سان خوان (بالإنجليزية: San Juan County)‏ هي إحدى مقاطعات ولاية واشنطن في الولايات المتحدة الأمريكية.